# Cléopâtre de Macédoine
Pour les articles homonymes, voir Cléopâtre.
Cléopâtre de Macédoine, née à Pella vers 355 av. J.-C., assassinée en 308, est la fille de Philippe II, roi de Macédoine, et d'Olympias, et la sœur cadette d'Alexandre le Grand.

## Biographie
Cléopâtre épouse à Aigéai en 336 av. J.-C. son oncle maternel Alexandre le Molosse, roi d'Épire et frère d'Olympias ; c'est au cours de ces festivités que Philippe II est assassiné par Pausanias. Devenue veuve et tutrice de leur fils, Néoptolème II, Cléopâtre est recherchée après la mort d'Alexandre en 323 par plusieurs généraux macédoniens qui escomptent en s'unissant à elle acquérir les droits au trône de Macédoine. 
Léonnatos, qui lui est promis, trouve la mort pendant la guerre lamiaque en 322. Perdiccas est quant à lui censé épouser Nikaia la fille d'Antipater ; mais il la répudie aussitôt au profit de Cléopâtre une fois celle-ci parvenue en Asie. Ce mariage aurait fait de lui le gendre posthume de Philippe II et l'oncle du jeune Alexandre IV, ce qui aux yeux des Diadoques montre qu'il aspire à la royauté (Philippe II est ainsi arrivé au pouvoir en tant qu'oncle d'Amyntas IV). Mais Perdiccas périt assassiné en 321 durant la campagne d'Égypte.
Elle est censée épouser Ptolémée, futur roi d'Égypte, qui ne cherche pas forcément à obtenir la « domination universelle » par ce mariage mais plutôt à empêcher un autre de l'épouser. Antigone le Borgne, considérant ce mariage comme dangereux, la fait mettre à mort en 308, achevant de la sorte la dynastie argéade.
Cléopâtre apparaît être la première princesse à jouer un rôle politique important à l'époque hellénistique, montrant une évolution des mœurs par rapport à l'époque classique et l'affirmation des considérations dynastiques dans le jeu diplomatique.

### Sources antiques
- Diodore de Sicile, Bibliothèque historique [détail des éditions] [lire en ligne], XVIII, XX.
- Justin, Abrégé des Histoires philippiques de Trogue Pompée [détail des éditions] [lire en ligne].

### Sources modernes
- Alexandre le Grand, Histoire et dictionnaire, Bouquins, Éditions Robert Laffont, 2004,  (ISBN 2-221-09784-X) ;
- Édouard Will, Histoire politique du monde hellénistique 323-30 av. J.-C., Paris, Seuil, coll. « Points Histoire », 2003 (ISBN 2-02-060387-X).